# 마포로 (영동군)
마포로(Mapo-ro)는 충청북도 영동군 양강면 마포삼거리와 영동읍 부용사거리를 잇는 충청북도의 도로이다.

## 주요 경유지
충청북도
- 영동군 양강면

## 노선
전 구간 지방도 제505호선에 속하므로 이에 대한 별도 표기는 생략한다.
| 이름         | 접속 노선  | 소재지 | 소재지 | 비고 |
| ------------ | ---------- | ------ | ------ | ---- |
| 마포삼거리   | 학산영동로 | 영동군 | 양강면 |      |
| 마포교       |            | 영동군 | 양강면 |      |
| 외마포삼거리 | 금강로     | 영동군 | 양강면 |      |